# Lathyrus holochlorus
Lathyrus holochlorus là một loài thực vật có hoa trong họ Đậu. Loài này được (Piper) C.L.Hitchc. miêu tả khoa học đầu tiên.